# Мохамед Ейд
Мохамед Ейд Насер Аль-Біші (араб. محمد عيد ناصر البيشي; нар. 3 травня 1987, Анбар, Ірак) — саудівський футболіст, центральний захисник клубу «Аль-Фейсалі».
Виступав за аравійські клуби «Аль-Аглі» (Джидда) та «Аль-Наср» (Ер-Ріяд), а також за національну збірну Саудівської Аравії.

## Клубна кар'єра
Мохамед є вихованецем футбольної школи клубу «Аль-Аглі» (Джидда). Дорослу футбольну кар'єру розпочав 2006 року в основній команді того ж клубу, в якій провів чотири сезони. У чемпіонаті грав лише в сезоні 2009—2010, коли провів три гри. За час виступів у клубі завоював два трофеї: Кубок наслідного принца Саудівської Аравії та Кубок принца Фейсала.
Своєю грою за цю команду привернув увагу представників тренерського штабу клубу «Аль-Наср» (Ер-Ріяд), до складу якого приєднався 2010 року. Відіграв за саудівську команду наступні сім сезонів своєї ігрової кар'єри. Під час першого сезону провів тільки одну гру в чемпіонаті. У турнірі 2010—2011 років став ключовим гравцем команди, зіграв 17 матчів, а також відзначився забитим м'ячем. У сезоні 2011—2012 відіграв у чемпіонаті найбільшу кількість матчів за сезон у чемпіонаті у складі «Аль-Насра»: 19, однак відзначитись не вдалось. У сезоні 2012—2013 відіграв у першості Саудівської Аравії 16 матчів і забив один гол.
У сезоні 2013—2014 Аль-Біші вдалось відіграти 8 матчів у чемпіонаті. У сезоні 2014—2015 центрбек провів у першості країни 10 матчів. У сезоні 2015—2016 зіграв тринадцять матчів у чемпіонаті. 11 лютого 2016 року захисник відзначився забитим м'ячем: на 20-й хвилині Мохамед забив другий гол у ворота клубу «Наджран», однак за підсумками матчу «Аль-Наср» поступився супернику з рахунком 4:3.
У сезоні 2016—2017 Аль-Біші провів чотири матчі. 26 січня 2017 року захисник забив гол на 55-й хвилині матчу чемпіонату проти клубу «Аль-Кадісія», однак він не допоміг «Аль-Насру», який тоді поступився з рахунком 3:2.
До складу клубу «Аль-Фейсалі» приєднався 2017 року.

## Виступи за збірну
2006 року дебютував в офіційних матчах у складі національної збірної Саудівської Аравії.
У складі збірної був учасником чемпіонату світу 2006 року в Німеччині.

## Досягнення

### Командні
- Фіналіст Кубка Азії:

2007
- Володар Кубка наслідного принца Саудівської Аравії:

2006/07
- Володар Кубка принца Фейсала:

2006/07